# VM i gravel
VM i gravel er det officielle verdensmesterskab i gravelcykling. Det er organiseret UCI, og blev afviklet første gang i 2022.

## Medaljevindere

### Damer
| År   | Vinder                 | Toer           | Treer          |
| ---- | ---------------------- | -------------- | -------------- |
| 2022 | Pauline Ferrand-Prévot | Sina Frei      | Chiara Teocchi |
| 2023 | Katarzyna Niewiadoma   | Silvia Persico | Demi Vollering |
| 2024 | Marianne Vos           | Lotte Kopecky  | Lorena Wiebes  |

### Herrer
| År   | Vinder               | Toer               | Treer                |
| ---- | -------------------- | ------------------ | -------------------- |
| 2022 | Gianni Vermeersch    | Daniel Oss         | Mathieu van der Poel |
| 2023 | Matej Mohorič        | Florian Vermeersch | Connor Swift         |
| 2024 | Mathieu van der Poel | Florian Vermeersch | Quinten Hermans      |

## Værter
| År   | Land       | Sted         |
| ---- | ---------- | ------------ |
| 2022 | Italien    | Veneto       |
| 2023 | Italien    | Veneto       |
| 2024 | Belgien    | Flandern     |
| 2025 | Holland    | Zuid-Limburg |
| 2026 | Australien | Nannup       |
| 2027 | Frankrig   | Haute-Savoie |